# Моллер, Фёдор Васильевич
Фёдор Васильевич фон Моллер (нем. Friedrich Reinhold von Möller; 1760—1833/1834) — российский военно-морской деятель, вице-адмирал (1811).

## Биография
Происходил из дворянского рода Моллер. Родился 14 (25) ноября 1760 года в Зоммерпалене. Его отец — Вальтер (Василий) Вильгельм фон Моллер (25.12.1732—30.12.1780) был женат на Маргарет Элизабет Энгельгардт (1729—1812). Другой их сын — морской министр и адмирал А. В. Моллер, дети которого — племянник Ф. В. Моллера: вице-адмирал П. А. Моллер, генерал-лейтенант Э. А. Моллер и профессор Ф. А. Моллер.
В 1779 году после окончания  Морского кадетского корпуса был направлен в эскадру адмирала В. Я. Чичагова; с 1782 года — лейтенант, с 1 мая 1789 года — капитан-лейтенант.
С 1790 года участвовал в Русско-шведской войне на Балтийском море в Красногорском и Выборгском сражениях; с 25 июня 1790 года — капитан 2-го ранга, с 23 сентября 1790 года — капитан 1-го ранга. В 1791 году командовал кораблём «Святая Елена».
С 1801 года капитан-командор Черноморского флота; 9 января 1803 года был произведён в контр-адмиралы, назначен военным начальником Херсонского порта. С 1809 года — главный командир Кронштадтского порта и Кронштадтский военный губернатор; 1 февраля 1811 года произведён в вице-адмиралы. В январе 1827 года был уволен в отставку «за непростительные беспорядки, явное нерадение к службе и противозаконные действия».
Фёдор Васильевич фон Моллер умер в Пскове 27 декабря 1833 (8 января 1834) года.

## Награды
Был награждён всеми орденами вплоть до ордена Святого Александра Невского с бриллиантовыми знаками пожалованными ему 12 марта 1825 года; 18 октября 1807 года — орденом Св. Анны 1-й степени; 26 ноября 1816 года был награждён орденом Святого Георгия 4-й степени за № 3043 за выслугу лет.

## Семья
Жена (с 1792) Clara Grönblatt (?—1830).
Дети:
- Александр (1796—1862) — генерал от инфантерии
- Фёдор (1798—1875) — генерал-лейтенант
- Луиза (1805—1878) — замужем за генерал-майором Н. В. Вохиным